# Batelusia zebra
Batelusia zebra is een vlinder uit de familie Lycaenidae. De wetenschappelijke naam van de soort werd samen met die van het geslacht in 1910 gepubliceerd door Hamilton Herbert Druce. Batelusia zebra is vooralsnog de enige soort in het monotypische geslacht geslacht Batelusia.